# 宁都直隶州
宁都直隶州，清朝时设置的直隶州。

宁都州在江西省的位置（1820年）

元朝大德元年（1297年）升宁都县置宁都州，治今江西省宁都县。属赣州路。辖境相当今江西省宁都县地。至大三年（1310年）辖境扩大，有今江西省宁都、安远、龙南等县地。明朝洪武二年（1369年）降为县。清朝乾隆十九年（1754年）升为直隶州，属江西省。辖境相当今江西省宁都、石城、瑞金等县市地。1912年10月废州为宁都县。 